# Lasionota millenium
Lasionota millenium es una especie de escarabajo del género Lasionota, familia Buprestidae. Fue descrita científicamente por Moore en 2000.

## Distribución geográfica
Habita en el Neotrópico.